# Oscar Frey
Oscar Frey (né en Suisse à une date inconnue et mort à une date inconnue) est un joueur suisse de football qui évoluait en tant qu'arrière latéral.

## Biographie
Lorsqu'il arrive en Italie, Oscar Frey débarque dans le piémontais pour évoluer dans l'équipe turinoise de la Juventus FC.
Il est dès sa première saison vice-champion d'Italie en 1906, bien qu'il ne joue pas un seul match de la saison. Il joue son premier match lors de la saison 1909, le 10 janvier lors du Derby della Mole contre le Torino FC, partie qui se solde par un match nul 1-1.
Son dernier match, lui, a lieu le 27 novembre 1910 contre le Piemonte Football Club lors d'un match nul un but partout.

## Palmarès
Juventus
- Championnat d'Italie :
  - Vice-champion : 1906.